# The Stunned Guys
The Stunned Guys je poznati talijanski Hardcore Techno dvojac osnovan 1993. godine u talijanskoj općini Pioltello (pokraj Milana), Italija.

## Djelovanje
Massimiliano je započeo s djelovanjem 1987. dok je Gianluca započeo 1991.: to je razdoblje rođenja techno scene. Godine 1993., dvojac će postati svjetski poznati DJ-evi i producenti koji su provodili noći u malom i vlažnom podrumu (gdje je osnovan njihov prvi "kućni" studio) novu i drukčiju glazbu, slijedivši vlastiti san s kojim bi postali dijelom te techno scene u usponu. U tom razdoblju, Massimiliano je pohađao sveučilište i radio je u maloj producentskoj kući u Milanu kao inženjer zvuka. Giangy je deejayao u Number One klubu i tijekom vikenda je obavljao vojnu službu. To je za njih bilo teško razdoblje, nisu imali dovoljno novaca za kupnju studijskog pribora (stvarali su glazbu jedino s Atari ST računalom i Akai S1000 samplerom), i svi njihovi radovi u "studiju" su se činili neproizvodnima. Svi odgovori na demosnimke koje su slali glavnim nizozemskim diskografskim kućama, izgladali su ovako: "Oprostite, nije to naš stil...", "Zvuk je ovakav, onakav..." i slično. No, jednoga dana su primili telefonski poziv od Paul Elstaka iz kultne diskografske kuće Rotterdam Records te nekoliko dana poslije, napokon su snimili svoje prvo izdanje "Nidra e.p." u Paulovom studiju (pravi studio s pravim studijskim priborom) u Rotterdamu koje je objavljeno 1994. Povratne informacije iz hardcore scene su bile tako dobre da su Maxx i Giangy odlučili 100% probati promijeniti svoju strast u njihov glavni posao. Od tog trenutka, sve je brzo raslo: nastupi u mnogim europskim rave zabavama, suradnje s glavnim producentima i diskografskim kućama te najviše od svega, nevjerojatan osjećaj s njihovom obožavateljskom osnovom: u kratkom vremenu The Stunned Guys su smjestili "Proizvedeno u Italiji" zvuk na vrh međunarodne hardcore scene. Nakon mnogih pokušaja surađivanja s talijanskim diskografskim kućama, oni su osnovali Traxtorm Records, prvu talijansku "jedino hardcore" diskografsku kuću. Njihove velike produkcije su ih smjestile (i još ih uvijek smještavaju ...) u nebrojne nastupe diljem svijeta (Nizozemska, Belgija, Njemačka, Španjolska, Francuska, Švicarska, SAD, Hrvatska, Kanada, ...) i Traxtormov zvuk je ubrzo postao izvorom inspiracija za ostale producente i diskografske kuće (takav primjer je njihova super hit pjesma "Thrillseeka" koju su oponašale stotine produkcija). 8. travnja 2009., nakon 16 godina djelovanja, Giangy je odlučio napustiti projekt za novi način života (jer nije unaprijed najavio svoj odlazak, to je kod obožavatelja izazvalo negativne reakcije i kritike); sada Maxx sam vodi The Stunned Guys. 14. rujna 2009., Maxx je pokrenuo emisiju "Hardcore Italia" na radiju m2o i prva je talijanska radio emisija posvećena hardcore technu.

## Vanjske poveznice
- The Stunned Guys diskografija
- The Stunned Guys na MySpaceu
- The Stunned Guys u Traxtorm Recordsu